# Pterolophia persimilis
Pterolophia persimilis là một loài bọ cánh cứng trong họ Cerambycidae.